# Persona física
Una persona física o persona natural es un concepto jurídico cuya elaboración fundamental correspondió a los juristas romanos. Cada ordenamiento jurídico tiene su propia definición de persona, aunque en todos los casos es muy similar. En términos generales, es todo miembro de la especie humana susceptible de adquirir derechos y contraer obligaciones. En algunos casos se puede hacer referencia a estas como personas de existencia visible, de existencia real, física o natural.
Su origen etimológico viene de persona-ae, que era aquella máscara (per sonare, es decir, para hacerse oír) que llevaban los actores en la Antigüedad y que ocultaba su rostro al tiempo que hacía sonar su voz. Esto es, una ficción que se sobrepone al ser que la porta. Ello es así porque no todos los seres humanos -especialmente en otros tiempos- podían ser considerados personas. Actualmente, y dependiendo del sistema legal que se considere, el nasciturus o "que está por nacer" disfruta de una consideración jurídica propia distinta de la de persona física, y por tanto sometido a un régimen distinto de derechos.
Hoy, las personas físicas tienen, por el solo hecho de existir, atributos dados por el Derecho. La personalidad abre la puerta de la titularidad de derechos, de modo que sólo siendo considerado tal se podía contratar o contraer matrimonio, por poner un par de ejemplos.

## Antecedentes sobre el concepto de persona física
Etimológicamente, el término "persona" viene del latín persōna, este del etrusco phersu, y este del griego πρόσωπον, hacen referencia a la careta que utilizaban los actores griegos (y posteriormente romanos) en sus representaciones de teatro, la que cumplía una doble función, servía para ampliar su volumen de voz y de otra parte, como en el teatro clásico griego y romano un reducido número de actores representaban todos los papeles, el cambio de careta indicaba al público el personaje dramático que estaba representado. De esta última función de individualización de los diferentes seres humano proviene el significado actual del término persona. Si bien es cierto que actualmente se sobreentiende que todo miembro del género humano es persona, en el pasado no siempre ha sido así, puesto que personas pertenecientes a diferentes grupos culturales, religiosos y étnicos, no han sido considerados como personas y, por ende, privado de todos sus derechos. De esta manera resulta la particularidad de la persona física al estructurar su definición. Si la persona es todo ser capaz de derechos y obligaciones, se diferencia de la personalidad, en que esta es la aptitud para ser sujeto activo y pasivo.
En la personalidad, se discuten dos naturalezas.
1. naturaleza formalista; es una concepción instrumental (atribución del ordenamiento jurídico español que se extienden a las personas jurídicas).
2. naturaleza realista; es una emanación de la naturaleza humana que resulta de la dignidad y del valor de la condición humana (persona física).

En el ordenamiento jurídico español, los sujetos de derecho no solo son personas físicas, sino también personas jurídicas.
En Argentina la definición de persona física podemos encontrarla en el Código Civil en su Art.51 y la denomina como persona de existencia visible "Todos los entes que presentasen signos característicos de humanidad, sin distinción de cualidades o accidentes, son personas de existencia visible."

## Inicio y fin de la existencia de la persona física

### Inicio de la existencia de la persona física
Según el sistema jurídico concreto, la personalidad puede ser determinada por el mero nacimiento (teoría de la vitalidad), o bien el recién nacido debe de cumplir una serie de requisitos añadidos (teoría de la viabilidad).
En Chile, el Código Civil establece en su Artículo 55 que son personas todos los miembros de la especie humana, sin importar edad, sexo, estirpe o condición. Según el mismo código,la existencia legal (no real, esto es solo con efecto en derechos patrimoniales y principalmente sucesorios) de la persona principia al nacer, sin embargo, se le reconoce personalidad al no nato a través de la figura "del que está por nacer", quien goza de derechos que quedan en suspenso hasta el minuto del nacimiento. La existencia se da habiéndose cumplido dos requisitos: sobrevivir un instante siquiera y estar completamente separado de la madre. El ordenamiento jurídico chileno reconoce en una serie de normas legales una protección "al que está por nacer", partiendo por la Constitución que en su artículo 19 N°1, inciso segundo, brinda una protección especial de la Ley al que está por nacer. Y además encontramos en el artículo 75 del Código Civil una protección al que esta por nacer, dándole al juez facultades para resguardar la vida del nasciturus.
En Argentina, el Código Civil, reconoce su existencia desde el momento de la concepción en el seno materno y llama 'personas por nacer' a las que, concebidas, aún no han nacido (art. 70). Si la persona por nacer muere antes de estar completamente separada del seno materno, es considerado como si nunca hubiese existido (art. 74).
El Código Civil Francés, en el artículo 725, y el de Austria, capítulo 3, parte 2, exigen que el nacido sea viable, de vida, es decir, que no traiga algún vicio por el cual su muerte pueda asegurarse, o que haya nacido antes de tiempo. El fundamento del Código francés y de los códigos que le siguen, es el siguiente: el hijo que nace antes de los seis meses de la concepción, aunque nazca vivo, es incapaz de prolongar su existencia. Lo mismo dice del que nace con un vicio orgánico, tan demostrado que pueda asegurarse su pronta muerte; desde entonces a este ser no se le puede atribuir derecho alguno, porque la capacidad de derecho depende, no solamente del nacimiento, sino de la capacidad de la vida, de la viabilidad.
En España, las leyes de Toro impusieron un triple requisito para que un hijo se tuviese por nacido: Que naciese vivo todo, que viviese 24 horas después de nacido y recibiese bautismo. El artículo 60 de la Ley del Matrimonio Civil de 1870 suprimió el requisito del bautismo y estableció dos solas condiciones para reputar legalmente nacida la persona: Que naciese con figura humana y que viviese 24 horas desprendida enteramente del seno materno. El Código Civil establece en su artículo 30 que "la personalidad se adquiere en el momento del nacimiento con vida, una vez producido el entero desprendimiento del seno materno". De la lectura de este artículo se podría afirmar que el derecho español sigue la teoría de la viabilidad pero el artículo 29 establece que "... el concebido se tiene por nacido a todos los efectos que le sean favorables, siempre que nazcan con las condiciones del artículo siguiente". La doctrina española mayoritaria entiende que de la compresión conjunta de ambos artículos el sistema español es ecléctico, puesto que mientras acoge la teoría de la viabilidad para determinar el inicio de la personalidad, el artículo 29 garantiza derechos al concebido pero no nacido. Actualmente el artículo 30 del Código civil por disposición final tercera de la Ley 20/2011, de 21 de julio, del Registro Civil: "La personalidad se adquiere en el momento del nacimiento con vida, una vez producido el entero desprendimiento del seno materno"
Hay que tener en cuenta que en derecho español los fetos en el vientre materno se denominan nasciturus, y tienen una protección jurídica específica para el caso de que finalmente nazcan y tengan personalidad jurídica plena. De esta forma, un niño aún no nacido puede llegar a heredar los bienes de su padre, si este hubiese muerto durante su gestación. A efectos constitucionales sobre la protección del feto ante la posibilidad de prácticas abortivas, existe una sentencia del Tribunal Constitucional (STC 53/85) que declara al feto como bien jurídicamente protegido y exige su protección, a todos los efectos civiles (para la consideración como persona se remite a la legislación civil).

### Fin de la existencia de la persona física
La existencia de las personas físicas termina con la muerte (o su presunción por ausencia o accidente) de las mismas. En las antiguas legislaciones podían existir otras formas de finalización, tales como la esclavitud, la muerte civil por condena perpetua o profesión religiosa.

## Relación entre el concepto de persona física y los derechos humanos
Los derechos de la personalidad pertenecían inicialmente al campo del derecho civil, sin embargo el Código de Napoleón que sirvió de modelo para otros muchos no desarrollo esta categoría esencial de derechos.
Los derechos de la persona física han alcanzado su reconocimiento gracias a documentos tales como la Declaración Universal de los Derechos Humanos de las Naciones Unidas y posteriormente mediante su inclusión como derecho positivo en las diferentes constituciones, lo que ha impulsado su respeto por los poderes públicos.
En el caso del derecho español el más amplio catálogo de los mismos se encuentran en el Título Primero de la Constitución Española y, especialmente, en su artículo 10: “la dignidad de la persona, los derecho individuales que le son inherentes, el libre desarrollo de la personalidad, el respeto a la Ley y a los derechos de los demás son el fundamento del orden político y de la paz social”.